# جام ملت‌های اعراب
جام عرب (به انگلیسی: FIFA Arab Cup) یک دوره مسابقه فوتبال برای تیم‌های ملی جهان عرب است که از سال ۱۹۶۳ تاسیس و از سال ۲۰۲۱ توسط فیفا برگزار می‌شود. در این مسابقات ۱۶ تیم با هم به رقابت می‌پردازند.